# Innocence (canción de Avril Lavigne)
«Innocence» es una canción incluida en el disco The Best Damn Thing de la cantante canadiense Avril Lavigne. Este tema fue lanzado como single para las radios de Italia.
La canción debutó en el Billboard Hot 100, pero solo en el n.º 116 convirtiéndose en la canción promocional pero escrita, después de Runnaway, de este álbum de Avril Lavigne. La canción se hizo promocionar en el The Best Damn Tour y fue repudiada por todos los fanes. La canción habla especialmente de la inocencia, de la forma de ver la vida.
MTV Italia produjo un video para la canción en 2008.

## Posicionamiento
| Conteo (2007)         | Posiciones |
| --------------------- | ---------- |
| Canadian Hot 100      | 19         |
| U.S Billboard Pop 100 | 21         |
| U.S Billboard Hot 100 | 116        |